# Пехлеви, Фарахназ
Принцесса Фарахназ Пехлеви (12 марта 1963, Тегеран, Иран) — старшая дочь шаха Мохаммеда Реза Пехлеви и его третьей жены, шахбану Фарах Диба. Имеет титул «Её императорское Высочество».

## Биография

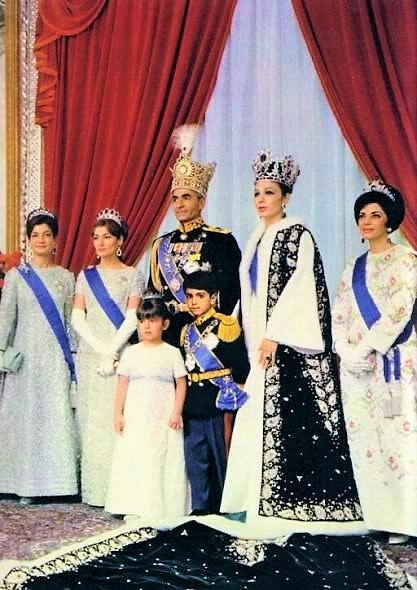
Коронация супруги шаха Ирана в 1967 г. Принцесса Фарахназ (третья слева)

Фарахназ Пехлеви родилась 12 марта 1963 года в Тегеране.
Училась в специальной школе Ниаваран в Тегеране, школе Этель Уокер (Ethel Walker) в Симсбери (штат Коннектикут, США) и, будучи в вынужденной эмиграции, в Каирском американском колледже в Каире (Египет). С 1981 по 1982 год посещала колледж Беннингтон в городе Беннингтон (штат Вермонт). Получила степень бакалавра в сфере общественных работ Колумбийского университета в 1986 году и степень магистра детской психологии того же университета в 1990 году.
Исходя из статьи от 2004 года, опубликованной в Los Angeles Times, принцесса Фарахназ пыталась найти работу в международных гуманитарных организациях, таких как ЮНИСЕФ, но, как утверждает её мать, ей было отказано из-за её коронованного имени.